# Raymond Pettibon
Raymond Pettibon (* 16. Juni 1957 in Tucson als Raymond Ginn) ist ein US-amerikanischer Künstler.

## Leben
Pettibon machte zuerst einen Abschluss in Betriebswirtschaft (M.A.) an der University of California in Los Angeles, wo er später im Jahre 1977 den Grad Bachelor of Fine Arts (B.F.A.) erreichte.
Pettibon wurde erstmals durch seine Plattencover für die Punkband Black Flag oder Firehose bekannt, über deren von seinem Bruder Greg Ginn gegründetes Plattenlabel SST er zunächst auch seine seit 1978 herausgegebenen Künstlerhefte vertreibt. 1990 gestaltete er Cover und Booklet des Albums Goo der Band Sonic Youth. Seine Motive dienten als Vorlage für unzählige T-Shirts und Poster.
2021 wurde Pettibon möglicherweise Opfer eines Diebstahls und indirektes Opfer eines Betrugs: Einem mit ihm befreundeten Künstler wird behördenseitig vorgeworfen, vier unvollendete Werke Pettibons selbst vollendet und als Pettibon-Werke für mehrere Hunderttausend US-Dollar verkauft zu haben. Der Verdächtige setzte sich nach Anklageerhebung ins Ausland ab.
Pettibon ist auch als Texter, Sänger und Performer tätig. So realisierte er zusammen mit Oliver Augst 2007 das Musical The Whole World Is Watching (mit Schorsch Kamerun, Keiji Haino und Marcel Daemgen) im Rahmen des Festivals MaerzMusik der Berliner Festspiele.
Pettibon ist mit der Künstlerin Aïda Ruilova verheiratet. Pettibon lebt in Los Angeles und New York.

## Musikprojekte und Tonträger
- Nature Boy Vinyl Single, Augst/Pettibon, Words and Music: Eden Ahbez, Squama Recordings 2024[3]
- To-Day Vinyl-Single, Augst/Pettibon, Squama Recordings 2023[4]
- Interpret It Well, Album von Ches Smith, 2022
- What we know is secret Hörspiel und LP (Augst/Pettibon), DLF Kultur, Brigade Commerz 2019
- You're the Top (ski) Vinyl-Single (Augst/Pettibon), Brigade Commerz, Audio Arts Archives 2019
- Blank meets Pettibon "The Berlin Concert" Picture Vinyl (Augst/Carl/Korn/Pettibon), Brigade Commerz 2016
- Wooden Heart Vinyl-Single (Augst/Pettibon), Brigade Commerz, Audio Arts Archives 2015
- Burma Shave Electrics Picture Vinyl (Augst/Pettibon), Brigade Commerz, Audio Arts Archives 2013
- The whole world is watching Musical (Augst/Pettibon), hr2/MaerzMusik/Sophiensaele Berlin 2007
- Long live the people of the revolution LP (Augst/Carl/Korn/Pettibon/Yoshihide), hr2/eventuell/A-Musik 2005
- Blank Meets Pettibon CD (Augst/Carl/Korn/Pettibon), Grob 2003

## Auszeichnungen
- 2001 Wolfgang-Hahn-Preis
- 2002 nahm er an der Documenta11 teil.
- 2004 Bucksbaum Award der Whitney Biennial.[5]
- 2010 Oskar-Kokoschka-Preis[6]

## Ausstellungen
- Raymond Pettibon. Homo Americanus. Collected Works, Deichtorhallen, Sammlung Falckenberg, Hamburg.[7]

## Trivia
In einer Villa in John Greens Roman Schlaft gut, ihr fiesen Gedanken hängt ein Bild von Raymond Pettibon.